# Shane Long
Shane Patrick Long (ur. 22 stycznia 1987 w Gortnahoe) – irlandzki piłkarz, który występował na pozycji napastnika. W latach 2007–2019 reprezentant Irlandii. Uczestnik Mistrzostw Europy w 2012 i 2016 roku.
W swojej karierze występował m.in. w takich klubach jak: Reading, West Bromwich Albion czy Southampton.

## Życie prywatne
W czerwcu 2013 roku Shane Long ożenił się z Kayleah Adams w miejscowości Enniskerry w hrabstwie Wicklow. Mają córkę Teigan i Erin, która jest o cztery lata młodsza. W listopadzie 2016 roku urodził im się syn, którego nazwali Jax. Jego brat – Eamonn również był piłkarzem.

## Kariera klubowa
Long urodził się w Gortnahoe w hrabstwie Tipperary w Irlandii. Podczas półfinałów rozgrywek All-Ireland Minor Hurling Champiosnhip U-18 został zauważony i uznany za obiecujący talent and was regarded as a pacey and promising forward. Shane Long początkowo uprawiał hurling i trenował w klubie Tipperary GAA. W międzyczasie trenował również piłkę nożną i 1 lipca 2004 roku został sprowadzony do Cork City. Tam udało mu się rozegrał jednak tylko jeden ligowy pojedynek.
7 czerwca 2005 roku Long podpisał kontrakt z Reading. Razem z nim do drużyny "The Royals" trafił również Kevin Doyle. W nowym zespole Long zadebiutował 28 grudnia w wygranym 2:0 meczu The Championship z Leicester City. 31 grudnia Irlandczyk ustalił na 2:2 wynik spotkania z Derby County i było to jego pierwsze trafienie dla Reading. W kolejnym spotkaniu przeciwko Derby rozegranym 1 kwietnia 2006 Long strzelił natomiast dwie bramki, a Reading zwyciężyło 5:0. Klub irlandzkiego napastnika zajął pierwsze miejsce w ligowej tabeli i awansował do Premier League.
W Premiership Long zadebiutował 23 sierpnia w przegranym 2:1 pojedynku z Aston Villą. W całym sezonie rozegrał łącznie 21 spotkań i zanotował dwa trafienia, a Reading w końcowej tabeli uplasowało się na ósmej pozycji. W kolejnym sezonie Irlandczyk wystąpił w 29 ligowych meczach i strzelił trzy bramki, jednak "The Royals" zajęli w Premier League osiemnaste miejsce i spadli do The Championship. Przez te dwa sezony w ataku Reading grali zazwyczaj Kevin Doyle, Leroy Lita i Dave Kitson.
4 czerwca 2007 roku podpisał nowy 4-letni kontrakt.
Od początku sezonu 2008/2009 trener Reading do gry w linii ataku wystawiał Doyle’a oraz Noela Hunta. Long pełnił rolę zmiennika, jednak wchodził na boisku z ławki rezerwowych w większości ligowych meczów.

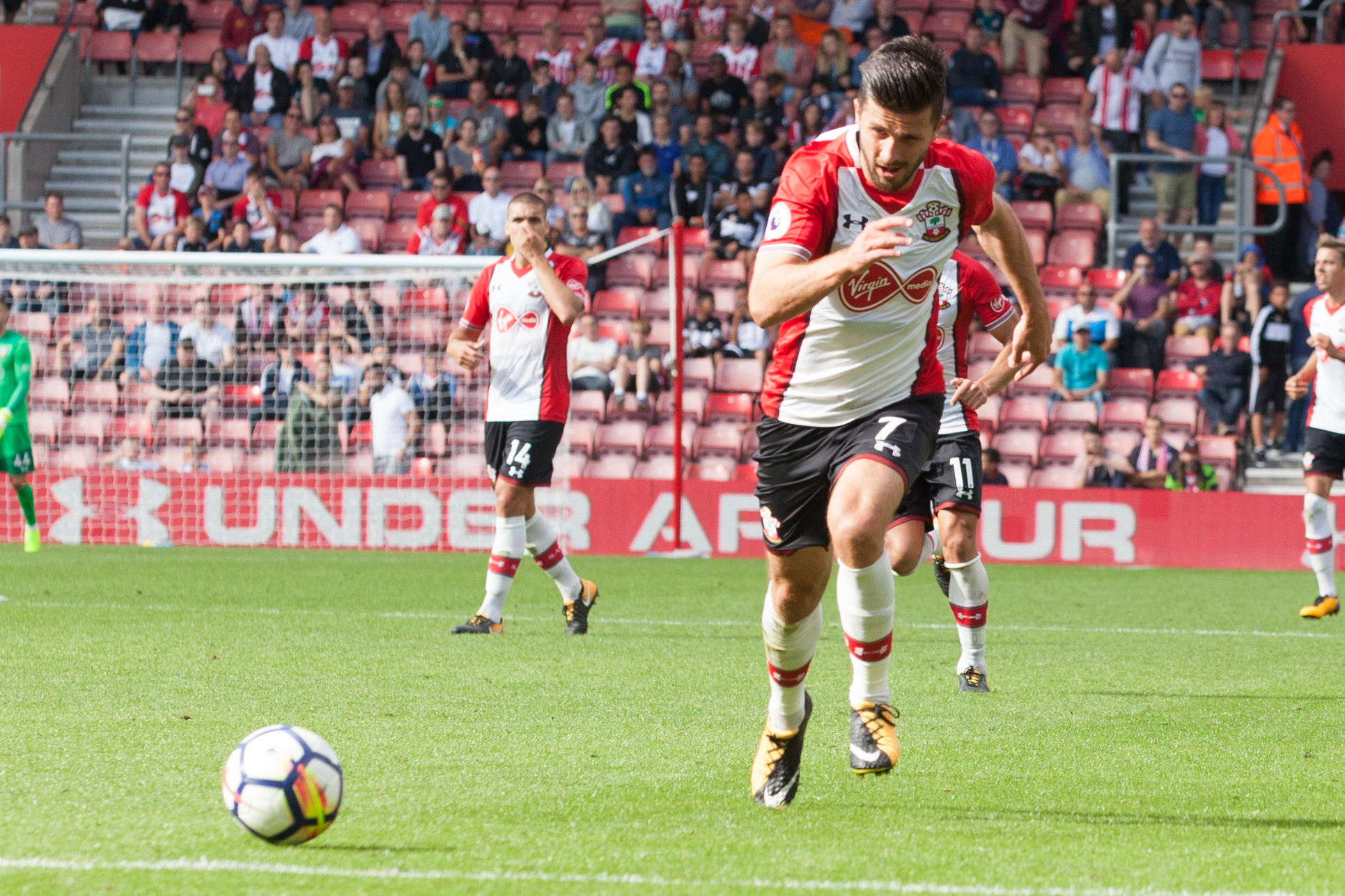
Shane Long grający dla Southampton

W styczniu 2014 podpisał 3,5-letni kontrakt z Hull City. "Tygrysy" zapłaciły za niego 7 mln funtów. Zadebiutował w przegranym 1-0 meczu z Crystal Palace. 1 lutego 2014 roku strzelił pierwszą bramkę w meczu z Tottenhamem. 22 marca zagrał przeciwko swojej byłej drużynie West Bromwich i zdobył bramkę, przyczyniając się do zwycięstwa 2-0.
14 sierpnia 2014 roku przeniósł się do Southampton, podpisał czteroletni kontrakt, angielski klub zapłacił za niego 12 milionów funtów. Pierwsze dwie bramki dla Świętych zdobył w spotkaniu z Leicester City, zastępując Sadio Mané. Pod koniec sezonu w meczu z Aston Villą zdobył gola z okolicy 35 metrów i został on wybrany bramką roku przez kibiców. Ponadto zaliczył dwie asysty przy najszybszym w historii Premier League hat tricku w wykonaniu Sadio Mane, a Święci wygrali 6-1.
W kolejnym sezonie po raz pierwszy zanotował trafienie w spotkaniu z Vitesse w ramach kwalifikacji do Ligi Europy. 1 maja 2016 roku zdobył 100 bramkę w swojej karierze przeciwko Manchesterowi City. 21 lipca 2016 roku podpisał nowy 4-letni kontrakt.
23 kwietnia 2019 roku w meczu przeciwko Watford Long strzelił najszybszą bramkę w historii Premier League, pokonując Bena Fostera po 7,69 sekundach meczu.
31 maja 2021 roku został wypożyczony do A.F.C Bournemouth. 13 lipca 2022 roku wrócił do swojego klubu z przeszłości angielskiego Reading.
1 lipca 2023 zakończył piłkarską karierę.

## Kariera reprezentacyjna
W reprezentacji Irlandii Long zadebiutował 7 lutego 2007 roku w wygranym 2:1 spotkaniu z San Marino. Pierwszego gola dla drużyny narodowej zdobył natomiast 26 maja w zremisowanym 1:1 towarzyskim pojedynku przeciwko Boliwii. Wcześniej Long był członkiem kadry do lat 19 oraz 21, oraz reprezentował rezerwy dorosłej reprezentacji. W 2007 roku Irlandzki Związek Piłki Nożnej nominował go do nagrody dla najlepszego irlandzkiego piłkarza młodego pokolenia.
W marcu 2011 roku Long dostał powołanie na mecz kwalifikacyjny Mistrzostw Europy 2012 z powodu kontuzji Kevina Doyle’a. W meczu z Urugwajem zdobył pierwszego gola w kwalifikacjach, a 26 maja po raz drugi wpisał się na listę strzelców w spotkaniu z Bośnią i Hercegowiną. 29 maja 2013 roku zdobył 19 bramkę dla reprezentacji w meczu z Anglią na Wembley. 2 czerwca 2013 roku dostał opaskę kapitańską na mecz z Gruzją, który Irlandia wygrała 4-0. 29 marca 2015 roku zdobył bramkę w 90 minucie przeciwko Polsce w ramach kwalifikacji do Mistrzostw Europy 2016, zapewniając remis. 8 października 2015 roku Long, ponownie wchodząc z ławki zdobył zwycięską bramkę w grupowym starciu z Niemcami na stadionie Aviva.

### Mecze i gole w reprezentacji

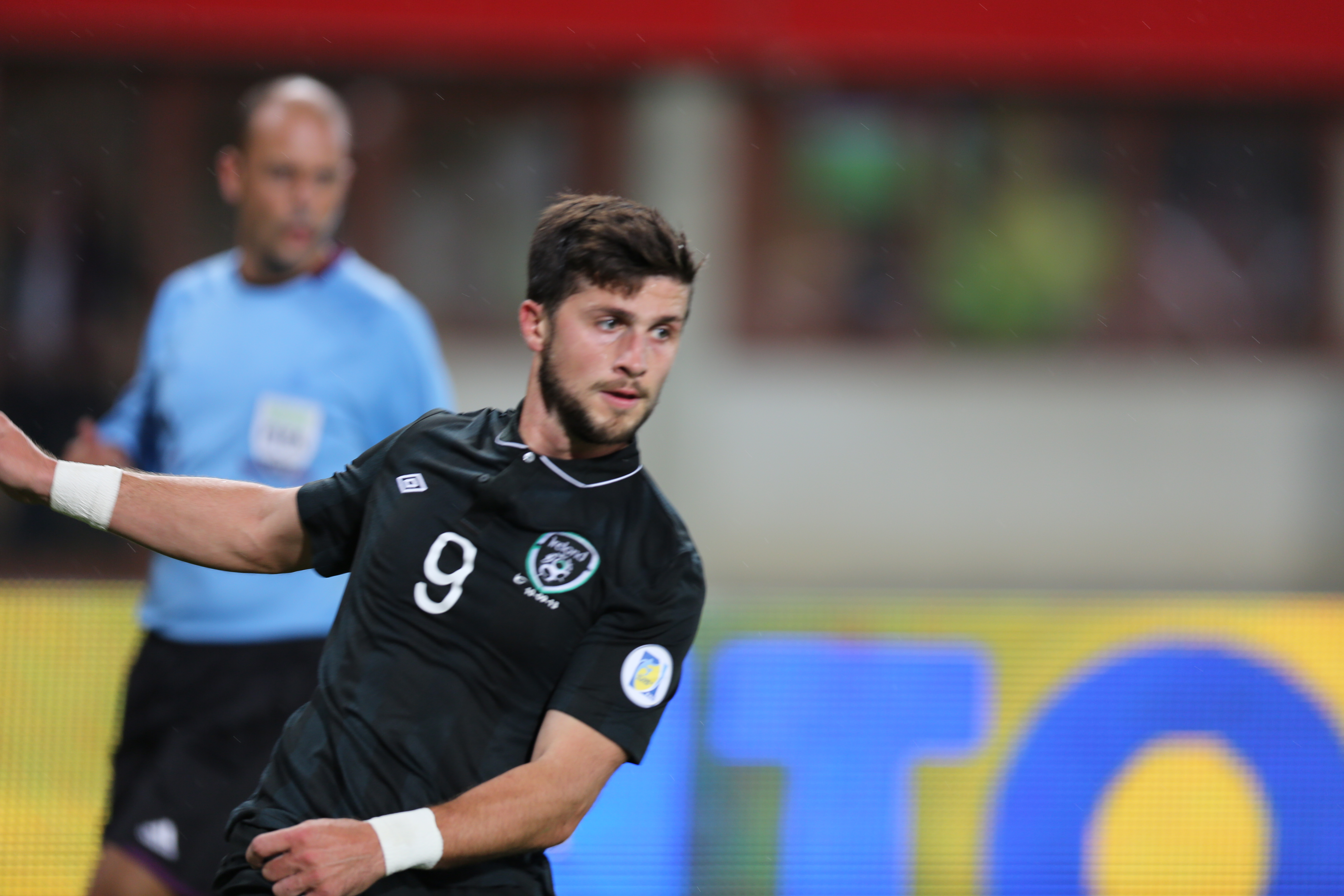
Long podczas meczu kwalifikacyjnego z Austrią

| Reprezentacja | Rok     | Mecze | Gole |
| ------------- | ------- | ----- | ---- |
| Irlandia      | 2007    | 7     | 3    |
| Irlandia      | 2008    | 2     | 0    |
| Irlandia      | 2009    | 2     | 0    |
| Irlandia      | 2010    | 5     | 2    |
| Irlandia      | 2011    | 7     | 1    |
| Irlandia      | 2012    | 9     | 2    |
| Irlandia      | 2013    | 10    | 2    |
| Irlandia      | 2014    | 9     | 1    |
| Irlandia      | 2015    | 8     | 3    |
| Irlandia      | 2016    | 12    | 3    |
| Irlandia      | 2017    | 7     | 0    |
| Irlandia      | 2018    | 2     | 0    |
| Łącznie       | Łącznie | 80    | 17   |

## Sukcesy

### Klubowe
Reading
- Mistrzostwo Championship: 2005/06, 2011/12[28]

Southampton
- Finalista Pucharu Ligi Angielskiej: 2017

### Reprezentacyjne
- Nations Cup: 2011

### Indywidualne
- Gracz sezonu w Reading: 2010/11
- Irlandzki gracz roku: 2010
- Gol roku w Irlandii: 2013 (przeciwko reprezentacji Anglii)